# Emberiza cioides
Emberiza cioides là một loài chim trong họ Emberizidae. Chúng được Brandt phân loại vào năm 1843.
Loài chim này sinh sản ở phía nam Xibia, bắc và đông Trung Quốc, đông Kazakhstan, Kyrgyzstan, Mông Cổ, Triều Tiên và Nhật Bản. Chúng ít di cư như những con chim ở phía bắc di chuyển về phía nam đến tận nam Trung Quốc và Đài Loan. Có nhiều ghi nhận từ châu Âu nhưng nhiều trong số này được xem là các con chim trốn thoát khỏi lồng chứ không phải là những con chim di cư lang thang.

## Tham khảo

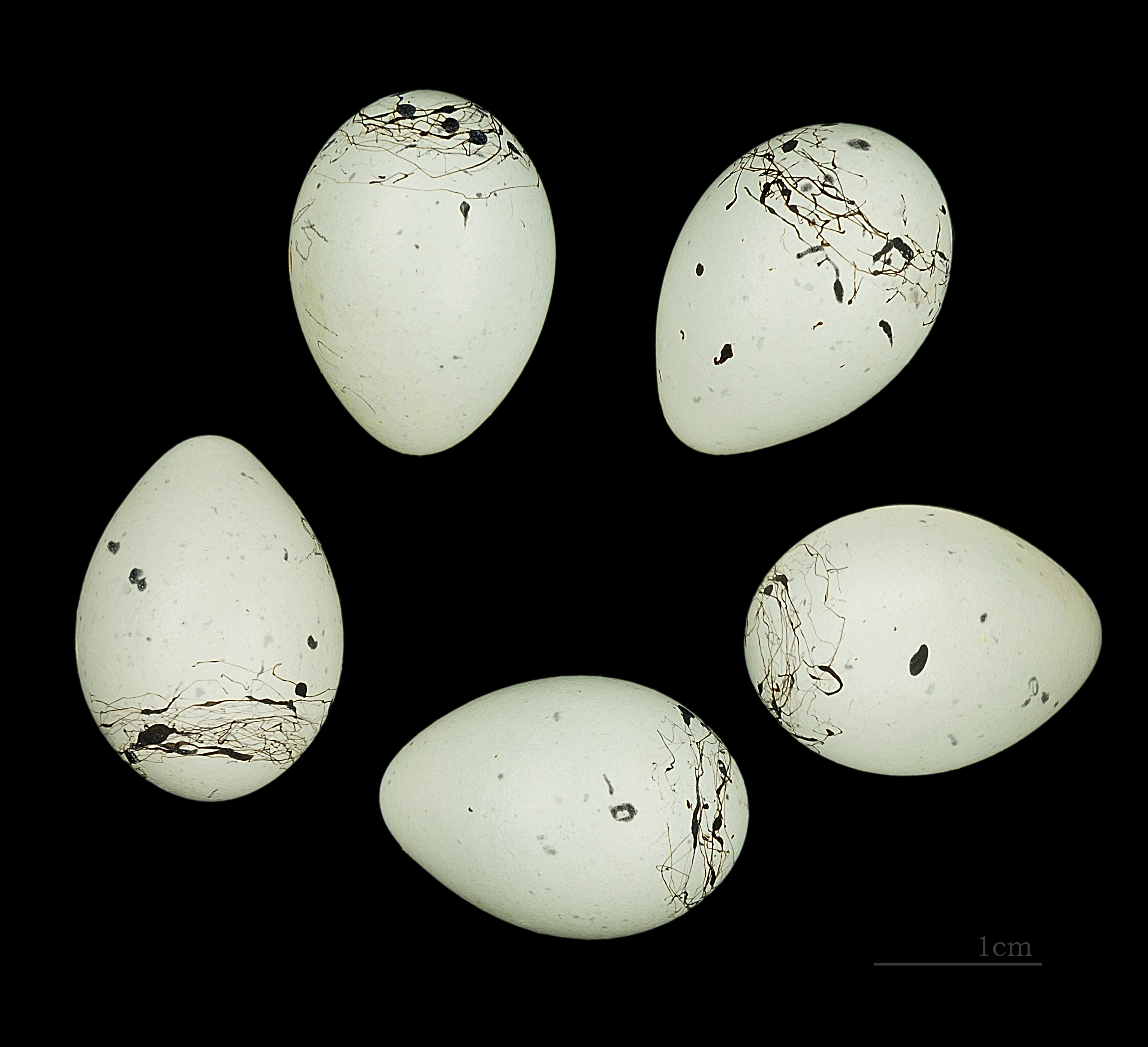
Emberiza cioides